# Estación Dr. Luis María Drago
Estación Dr. Luis María Drago es una estación ferroviaria de la ciudad de Buenos Aires. Se encuentra en el barrio de Villa Urquiza.

## Ubicación

### Sede Drago de la UBA
Junto a la estación se encuentra la sede llamada "Réctor Leónidas Anastasi" (más conocida como "Drago"), del Ciclo Básico Común de la Universidad de Buenos Aires. 
El edificio de dicha sede era la antigua sede de la marca de chicles Chiklet's. 
Actualmente además de servir como sede del C.B.C. la Facultad de Ciencias Económicas de la Universidad de Buenos Aires también utiliza este centro para el dictado de algunas clases.

## Historia
Fue inaugurada el 10 de noviembre de 1933 llamándose en ese entonces "Parada Km. 12". En 1934 pasaría a llamarse Luis María Drago.

### Toponimia
Debe su nombre a Luis María Drago, un abogado y político argentino.